# Erkel Tibor
Erkel Tibor (Csökmő, 1934. január 11. – Budapest, 2017. január 28.) Erkel Ferenc-díjas magyar zenei rendező, egyetemi tanár, politikus, országgyűlési képviselő.

## Életpályája
Szülei: Erkel Tibor és Lipták Julianna voltak. 1940–1944 között a Svetits Gimnázium és Gyakorló Iskolában tanult Debrecenben. 1940–1949 között a Debreceni Konzervatóriumban tanult, ahol Höchtl Margit tanítványa volt. 1945–1949 között a debreceni Piarista Gimnáziumban végezte középiskolai tanulmányait. 1949–1954 között az Erdei Ferenc Zeneművészeti Szakközépiskola és Gimnázium diákja volt. 1954–1959 között a Liszt Ferenc Zeneművészeti Főiskola hallgatója volt, Wehner Tibor tanítványaként.
1958–1963 között a Szegedi Konzervatóriumban tanított zongorát és kamarazenét. 1963–1992 között a Magyar Rádió zenei rendezője volt. 1964-től a Liszt Ferenc Zeneművészeti Egyetemen tanított. 1965–1970 között csoportvezető-helyettesként dolgozott. 1969-től zongora tanszékvezető egyetemi tanár. 1979–1983 között a Művelődési Minisztérium zene- és táncművészeti osztályának vezetője volt. 1992–1994 között a Művelődési és Közoktatási Minisztérium színház-, zene- és táncművészeti osztályának vezetője volt. 1996-tól a MIÉP tagja. 1998–2002 között országgyűlési képviselő volt; az egészségügyi és szociális bizottság, valamint a kulturális és sajtóbizottság tagja. 1999-től a MIÉP elnökségi tagja. 2002-ben és 2006-ban képviselőjelölt, 2002–2006 között a Fővárosi Közgyűlés tagja volt.

## Magánélete
1961-ben házasságot kötött Bognár Mártával. Két fiuk született; Erkel András (1962–2014) producer és László (1965) díszlet- és jelmeztervező.

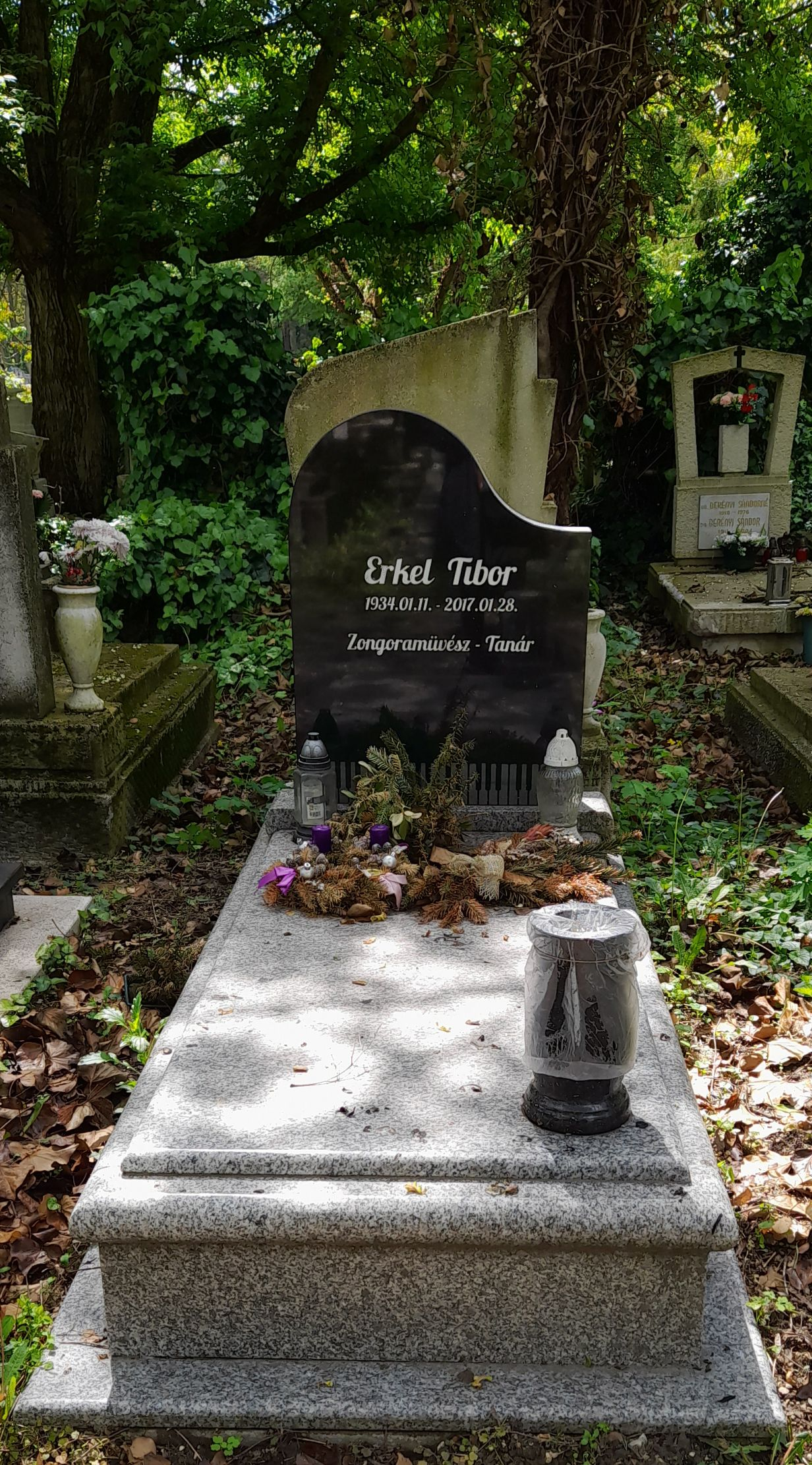
Sírja a budapesti Megyeri temetőben

## Filmjei
- Csalóka Péter (1979) (zenei rendező)
- Puccini: Angelica nővér (1983) (zenei rendező)
- Wagner (1983) (zenei rendező)
- Daliás idők (1984) (zeneszerző)
- Johann Strauss: A denevér (1988) (zenei rendező)
- Parasztbecsület (1989) (zenei rendező)

## Díjai, elismerései
- Erkel Ferenc-díj (1986)
- A Magyar Érdemrend lovagkeresztje (2012)
- Újpest díszpolgára (2012)